# Nordische Junioren-Skiweltmeisterschaften 2015
Die 38. Nordischen Junioren-Skiweltmeisterschaften und die in diesem Rahmen ausgetragenen 10. U-23-Langlauf-Weltmeisterschaften fanden vom 2. Februar bis zum 8. Februar 2015 in Almaty statt. Die Wettbewerbe im Skispringen und in der Nordischen Kombination wurden auf der Gorney Gigant (K95) ausgetragen.

## Skilanglauf U23 Männer

### Sprint klassisch
| Platz | Sportler                | Land                   |
| ----- | ----------------------- | ---------------------- |
| 1     | Sondre Turvoll Fossli   | Norwegen               |
| 2     | Sindre Bjørnestad Skar  | Norwegen               |
| 3     | Jermil Wokujew          | Russland               |
| 4     | Richard Jouve           | Frankreich             |
| 5     | Martin Löwström Nyenget | Norwegen               |
| 6     | Benjamin Saxton         | Vereinigte Staaten     |
| 7     | Martin Bergström        | Schweden               |
| 8     | Roman Schaad            | Schweiz                |
| 9     | Artjom Malzew           | Russland               |
| 10    | Lennart Metz            | Deutschland            |
| 11    | Corsin Hösli            | Schweiz                |
| 12    | Andrew Young            | Vereinigtes Königreich |
| ...   |                         |                        |
| 15    | Erwan Käser             | Schweiz                |
| 20    | Livio Bieler            | Schweiz                |
| 41    | Tobias Habenicht        | Österreich             |

Datum: 3. Februar 2015

### 15 km Freistil
| Platz | Sportler                | Land        | Zeit        |
| ----- | ----------------------- | ----------- | ----------- |
| 1     | Florian Notz            | Deutschland | 35:55,3 min |
| 2     | Simen Hegstad Krüger    | Norwegen    | 36:04,8 min |
| 3     | Adrien Backscheider     | Frankreich  | 36:22,0 min |
| 4     | Giandomenico Salvadori  | Italien     | 36:30,0 min |
| 5     | Magne Haga              | Norwegen    | 36:35,5 min |
| 6     | Sindre Bjørnestad Skar  | Norwegen    | 36:38,9 min |
| 7     | Jens Burman             | Schweden    | 36:59,8 min |
| 8     | Dmitri Rostowzew        | Russland    | 37:03,1 min |
| 9     | Clément Parisse         | Frankreich  | 37:11,2 min |
| 10    | Rinat Mukhin            | Kasachstan  | 37:16,2 min |
| ...   |                         |             |             |
| 18    | Linard Kindschi         | Schweiz     | 37:37,7 min |
| 24    | Jason Rüesch            | Schweiz     | 37:55,1 min |
| 29    | Erwan Käser             | Schweiz     | 38:21,3 min |
| 38    | Kevin Plessnitzer       | Österreich  | 38:39,9 min |
| 42    | Tobias Habenicht        | Österreich  | 38:54,5 min |
| 43    | Alexander Gotthalmseder | Österreich  | 39:06,6 min |
| 49    | Roman Schaad            | Schweiz     | 39:51,3 min |
| 54    | Lennart Metz            | Deutschland | 42:53,7 min |

Datum: 5. Februar 2015

### 30 km Skiathlon
| Platz | Sportler               | Land        | Zeit        |
| ----- | ---------------------- | ----------- | ----------- |
| 1     | Magne Haga             | Norwegen    | 1:19:26,3 h |
| 2     | Clément Parisse        | Frankreich  | 1:19:26,9 h |
| 3     | Dmitri Rostowzew       | Russland    | 1:19:28,9 h |
| 4     | Florian Notz           | Deutschland | 1:19:34,6 h |
| 5     | Giandomenico Salvadori | Italien     | 1:19:38,0 h |
| 6     | Adrien Backscheider    | Frankreich  | 1:19:41,9 h |
| 7     | Linard Kindschi        | Schweiz     | 1:19:56,7 h |
| 8     | Jens Burman            | Schweden    | 1:19:57,9 h |
| 9     | Erwan Käser            | Schweiz     | 1:20:15,5 h |
| 10    | Sergej Mikajeljan      | Armenien    | 1:20:16,4 h |
| ...   |                        |             |             |
| 12    | Jason Rüesch           | Schweiz     | 1:20:32,0 h |
| 17    | Livio Bieler           | Schweiz     | 1:20:32,0 h |
| 27    | Kevin Plessnitzer      | Österreich  | 1:22:52,9 h |
| 40    | Tobias Habenicht       | Österreich  | 1:26:22,7 h |

Datum: 7. Februar 2015

## Skilanglauf U23 Frauen

### Sprint klassisch
| Platz | Sportler                 | Land        |
| ----- | ------------------------ | ----------- |
| 1     | Francesca Baudin         | Italien     |
| 2     | Silje Theodorsen         | Norwegen    |
| 3     | Giulia Stürz             | Italien     |
| 4     | Alissa Schambalowa       | Russland    |
| 5     | Laura Gimmler            | Deutschland |
| 6     | Greta Laurent            | Frankreich  |
| 7     | Barbro Kvåle             | Norwegen    |
| 8     | Merete Myrseth           | Norwegen    |
| 9     | Maja Dahlqvist           | Schweden    |
| 10    | Jewgenija Oschtschepkowa | Russland    |
| 11    | Anne Winkler             | Deutschland |
| 12    | Anna Stojan              | Kasachstan  |
| ...   |                          |             |
| 22    | Nathalie von Siebenthal  | Schweiz     |
| 34    | Nathalie Schwarz         | Österreich  |
| 38    | Anna Roswitha Seebacher  | Österreich  |

Datum: 3. Februar 2015

### 10 km Freistil
| Platz | Sportler                | Land        | Zeit        |
| ----- | ----------------------- | ----------- | ----------- |
| 1     | Barbro Kvåle            | Norwegen    | 27:20,3 min |
| 2     | Darja Storoschilowa     | Russland    | 27:26,1 min |
| 3     | Nathalie von Siebenthal | Schweiz     | 27:26,7 min |
| 4     | Evelina Settlin         | Schweden    | 27:36,3 min |
| 5     | Silje Theodorsen        | Norwegen    | 27:42,7 min |
| 5     | Anne Kjersti Kalvaa     | Norwegen    | 27:42,7 min |
| 7     | Berit Mogstad           | Norwegen    | 27:56,0 min |
| 8     | Lea Einfalt             | Slowenien   | 28:00,6 min |
| 9     | Nathalie Schwarz        | Österreich  | 28:01,2 min |
| 10    | Giulia Stürz            | Italien     | 28:05,4 min |
| ...   |                         |             |             |
| 18    | Julia Belger            | Deutschland | 28:45,7 min |
| 31    | Laura Gimmler           | Deutschland | 29:37,7 min |
| 37    | Anna Roswitha Seebacher | Österreich  | 30:14,3 min |
| 41    | Anne Winkler            | Deutschland | 31:04,4 min |

Datum: 5. Februar 2015

### 15 km Skiathlon
| Platz | Sportler                | Land        | Zeit        |
| ----- | ----------------------- | ----------- | ----------- |
| 1     | Nathalie von Siebenthal | Schweiz     | 41:00,0 min |
| 2     | Barbro Kvåle            | Norwegen    | 41:22,5 min |
| 3     | Giulia Stürz            | Italien     | 41:26,1 min |
| 4     | Francesca Baudin        | Italien     | 41:35,3 min |
| 5     | Silje Theodorsen        | Norwegen    | 41:39,0 min |
| 6     | Darja Storoschilowa     | Russland    | 41:45,9 min |
| 7     | Lea Einfalt             | Slowenien   | 42:04,5 min |
| 8     | Julia Belger            | Deutschland | 42:25,7 min |
| 9     | Anne Kjersti Kalvaa     | Norwegen    | 42:28,6 min |
| 10    | Laura Gimmler           | Deutschland | 42:29,2 min |

Datum: 7. Februar 2015

## Skilanglauf Junioren

### Sprint klassisch
| Platz | Sportler               | Land          |
| ----- | ---------------------- | ------------- |
| 1     | Fredrik Riseth         | Norwegen      |
| 2     | Alexander Bakanow      | Russland      |
| 3     | Johannes Høsflot Klæbo | Norwegen      |
| 4     | Marius Cebulla         | Deutschland   |
| 5     | Oskar Svensson         | Schweden      |
| 6     | Lauri Vuorinen         | Finnland      |
| 7     | Valentin Chauvin       | Frankreich    |
| 8     | Mattis Stenshagen      | Norwegen      |
| 9     | Lauri Lepistö          | Finnland      |
| 10    | Miha Šimenc            | Slowenien     |
| 11    | Alexander Bolschunow   | Russland      |
| 12    | Luděk Šeller           | Tschechien    |
| ...   |                        |               |
| 16    | Lukas Gross            | Deutschland   |
| 23    | Giacomo Bassetti       | Schweiz       |
| 41    | Cédric Steiner         | Schweiz       |
| 44    | Tobias Riedlsperger    | Österreich    |
| 54    | Michael Biedermann     | Liechtenstein |

Datum: 3. Februar 2015

### 10 km Freistil
| Platz | Sportler              | Land          | Zeit        |
| ----- | --------------------- | ------------- | ----------- |
| 1     | Alexei Tscherwotkin   | Russland      | 23:36,4 min |
| 2     | Denis Spizow          | Russland      | 23:52,2 min |
| 3     | Alexander Bakanow     | Russland      | 24:10,8 min |
| 4     | Iwan Jakimuschkin     | Russland      | 24:12,4 min |
| 5     | Eirik Sverdrup Augdal | Norwegen      | 24:13,9 min |
| 6     | Axel Ekström          | Schweden      | 24:38,2 min |
| 7     | Florin Daniel Pripici | Rumänien      | 24:56,0 min |
| 8     | Jean Tiberghien       | Frankreich    | 25:01,0 min |
| 9     | Filip Danielsson      | Schweden      | 25:01,9 min |
| 10    | Jules Lapierre        | Frankreich    | 25:03,5 min |
| ...   |                       |               |             |
| 22    | Dajan Danuser         | Schweiz       | 25:29,5 min |
| 28    | Marino Capelli        | Schweiz       | 25:41,0 min |
| 31    | Beda Klee             | Schweiz       | 25:48,3 min |
| 36    | Giacomo Bassetti      | Schweiz       | 25:56,8 min |
| 46    | Marius Cebulla        | Deutschland   | 26:07,7 min |
| 50    | Lukas Gross           | Deutschland   | 26:18,7 min |
| 62    | Tobias Riedlsperger   | Österreich    | 26:58,9 min |
| 65    | Martin Vögeli         | Liechtenstein | 27:06,8 min |
| 77    | Michael Biedermann    | Liechtenstein | 28:13,1 min |

Datum: 4. Februar 2015

### 20 km Skiathlon
| Platz | Sportler                | Land          | Zeit        |
| ----- | ----------------------- | ------------- | ----------- |
| 1     | Alexei Tscherwotkin     | Russland      | 48:53,3 min |
| 2     | Iwan Jakimuschkin       | Russland      | 48:54,9 min |
| 3     | Denis Spizow            | Russland      | 48:55,8 min |
| 4     | Eirik Sverdrup Augdal   | Norwegen      | 49:54,2 min |
| 5     | Alexander Bakanow       | Russland      | 49:56,8 min |
| 6     | Oskar Svensson          | Schweden      | 50:30,6 min |
| 7     | Jules Lapierre          | Frankreich    | 50:34,7 min |
| 8     | Irineu Esteve Altimiras | Andorra       | 50:35,2 min |
| 9     | Naoto Baba              | Japan         | 50:35,9 min |
| 10    | Axel Ekström            | Schweden      | 51:07,4 min |
| ...   |                         |               |             |
| 21    | Dajan Danuser           | Schweiz       | 52:21,4 min |
| 25    | Beda Klee               | Schweiz       | 52:35,4 min |
| 37    | Marino Capelli          | Schweiz       | 53:38,7 min |
| 39    | Martin Vögeli           | Liechtenstein | 53:54,3 min |
| 47    | Marius Cebulla          | Deutschland   | 54:29,5 min |
| 50    | Cédric Steiner          | Schweiz       | 54:46,7 min |
| 61    | Tobias Riedlsperger     | Österreich    | 56:17,8 min |
| 63    | Michael Biedermann      | Liechtenstein | 57:05,5 min |

Datum: 6. Februar 2015

### 4 × 5 km Staffel
| Platz | Sportler                                                                      | Land       | Laufzeiten                                      | Gesamtzeit  |
| ----- | ----------------------------------------------------------------------------- | ---------- | ----------------------------------------------- | ----------- |
| 1     | Alexander Bakanow Iwan Jakimuschkin Denis Spizow Alexei Tscherwotkin          | Russland   | 11:07,2 min 11:41.2 min 10:57.9 min 11:24.7 min | 45:11.0 min |
| 2     | Valentin Chauvin Jules Lapierre Jean Tiberghien Louis Schwartz                | Frankreich | 11:06.3 min 11:43,0 min 10:56.9 min 11:42,1 min | 45:28.3 min |
| 3     | Johannes Høsflot Klæbo Ole Jörgen Bruvoll Audrun Erikstad Gaute Kvåle         | Norwegen   | 11:21,6 min 11:42,5 min 11:18,3 min 11:50,1 min | 46:12.5 min |
| 4     | Lauri Vuorinen Lauri Lepistö Waltteri Vinkanhaarju Joni Maki                  | Finnland   | 11:20,5 min 12:08,8 min 11:38,4 min 12:08,8 min | 47:16.5 min |
| 5     | Viktor Thorn Axel Ekström Filip Danielsson Olof Jonsson                       | Schweden   | 11:25,9 min 12:02,2 min 11:33,6 min 12:35,2 min | 47:36.9 min |
| 6     | Giacomo Gabrielli Simone Romani Mark Chanloung Mikael Abram                   | Italien    | 11:43,2 min 12:32,5 min 11:29,9 min 11:55,1 min | 47:40.7 min |
| 7     | Luděk Šeller Jonáš Bešťák Michal Novák Petr Pilz                              | Tschechien | 11:57,3 min 12:22,4 min 11:25,3 min 12:00,3 min | 47:45.3 min |
| 8     | Janez Lampič Benjamin Črv Miha Dolar Miha Šimenc                              | Slowenien  | 11:54,8 min 12:34,2 min 11:52,3 min 11:36,0 min | 47:57.3 min |
| 9     | Giacomo Bassetti Cédric Steiner Dajan Danuser Beda Klee                       | Schweiz    | 12:05,9 min 12:32,0 min 11:33,1 min 12:08,1 min | 48:19.1 min |
| 10    | Alexis Dumas Ricardo Izquierdo-Bernier Zachary Cristofanelli Philippe Boucher | Kanada     | 11:54,7 min 12:21,6 min 11:54,1 min 12:41,5 min | 48:51.9 min |

Datum: 8. Februar 2015

## Skilanglauf Juniorinnen

### Sprint klassisch
| Platz | Sportler           | Land        |
| ----- | ------------------ | ----------- |
| 1     | Victoria Carl      | Deutschland |
| 2     | Julija Belorukowa  | Russland    |
| 3     | Natalja Neprjajewa | Russland    |
| 4     | Lotta Udnes Weng   | Norwegen    |
| 5     | Tiril Udnes Weng   | Norwegen    |
| 6     | Jenny Mann         | Deutschland |
| 7     | Lydia Hiernickel   | Schweiz     |
| 8     | Lisa Unterweger    | Österreich  |
| 9     | Hedda Baangman     | Schweden    |
| 10    | Sofie Krehl        | Deutschland |
| 11    | Elina Rönnlund     | Schweden    |
| 12    | Anna Comarella     | Italien     |
| ...   |                    |             |
| 16    | Nadine Fähndrich   | Schweiz     |
| 20    | Stefanie Arnold    | Schweiz     |
| 35    | Livia Ambühl       | Schweiz     |

Datum: 3. Februar 2015

### 5 km Freistil
| Platz | Sportler                 | Land        | Zeit        |
| ----- | ------------------------ | ----------- | ----------- |
| 1     | Victoria Carl            | Deutschland | 13:26,9 min |
| 2     | Anastassija Sedowa       | Russland    | 13:32,2 min |
| 3     | Natalja Neprjajewa       | Russland    | 13:32,8 min |
| 4     | Sofie Nordsveen Hustad   | Norwegen    | 13:36,4 min |
| 5     | Julija Belorukowa        | Russland    | 13:37,0 min |
| 6     | Anamarija Lampič         | Slowenien   | 13:41,7 min |
| 7     | Lotta Udnes Weng         | Norwegen    | 13:43,9 min |
| 8     | Ebba Andersson           | Schweden    | 13:44,0 min |
| 9     | Alexandra Alexeschnikowa | Russland    | 13:50,1 min |
| 10    | Tiril Udnes Weng         | Norwegen    | 13:51,3 min |
| ...   |                          |             |             |
| 12    | Katharina Hennig         | Deutschland | 13:52,8 min |
| 17    | Lydia Hiernickel         | Schweiz     | 14:15,6 min |
| 18    | Lisa Unterweger          | Österreich  | 14:17,6 min |
| 24    | Nadine Fähndrich         | Schweiz     | 14:31,1 min |
| 30    | Nadine Herrmann          | Deutschland | 14:36,8 min |
| 34    | Alina Meier              | Schweiz     | 14:44,7 min |
| 38    | Stefanie Arnold          | Schweiz     | 14:48,1 min |
| 53    | Jasmin Berchtold         | Österreich  | 15:33,9 min |
| 55    | Jenny Mann               | Deutschland | 15:35,2 min |

Datum: 4. Februar 2015

### 10 km Skiathlon
| Platz | Sportler               | Land        | Zeit        |
| ----- | ---------------------- | ----------- | ----------- |
| 1     | Sofie Nordsveen Hustad | Norwegen    | 27:02,8 min |
| 2     | Victoria Carl          | Deutschland | 27:04,8 min |
| 3     | Ebba Andersson         | Schweden    | 27:09,6 min |
| 4     | Jana Kirpitschenko     | Russland    | 27:12,5 min |
| 5     | Anastassija Sedowa     | Russland    | 27:13,8 min |
| 6     | Katharine Ogden        | USA         | 27:16,0 min |
| 7     | Anamarija Lampič       | Slowenien   | 27:27,4 min |
| 8     | Katharina Hennig       | Deutschland | 27:32,6 min |
| 9     | Lotta Udnes Weng       | Norwegen    | 27:33,0 min |
| 10    | Natalja Neprjajewa     | Russland    | 27:37,7 min |
| ...   |                        |             |             |
| 21    | Lydia Hiernickel       | Schweiz     | 28:47,1 min |
| 22    | Alina Meier            | Schweiz     | 28:53,2 min |
| 23    | Lisa Unterweger        | Österreich  | 28:57,4 min |
| 27    | Sofie Krehl            | Deutschland | 29:26,1 min |
| 32    | Nadine Herrmann        | Deutschland | 29:43,2 min |
| 44    | Jasmin Berchtold       | Österreich  | 31:00,0 min |
| 46    | Livia Ambühl           | Schweiz     | 31:03,9 min |
| 56    | Nadine Fähndrich       | Schweiz     | 34:37,4 min |

Datum: 6. Februar 2015

### 4 × 3,3 km Staffel
| Platz | Sportler                                                                   | Land        | Laufzeiten                                  | Gesamtzeit  |
| ----- | -------------------------------------------------------------------------- | ----------- | ------------------------------------------- | ----------- |
| 1     | Tiril Udnes Weng Julie Myhre Sofie Nordsveen Hustad Lotta Udnes Weng       | Norwegen    | 8:28,5 min 8:47,9 min 8:52,6 min 8:55,0 min | 35:04.0 min |
| 2     | Jana Kirpitschenko Natalja Neprjajewa Anastassija Sedowa Julija Belorukowa | Russland    | 8:22,3 min 8:43,0 min 9:05,0 min 8:54,1 min | 35:04.4 min |
| 3     | Nadine Herrmann Katharina Hennig Sofie Krehl Victoria Carl                 | Deutschland | 8:49,1 min 8:39,5 min 9:19,1 min 8:51,6 min | 35:39,3 min |
| 4     | Hedda Baangman Lisa Vinsa Moa Olsson Ebba Andersson                        | Schweden    | 8:27,8 min 9:14,3 min 9:04,4 min 9:09,2 min | 35:55.7 min |
| 5     | Anamarija Lampič Anja Mandelc Manca Slabanja Anita Klemenčič               | Slowenien   | 8:20,5 min 9:07,7 min 9:21,6 min 9:20,2 min | 36:10.0 min |
| 6     | Alina Meier Lydia Hiernickel Stefanie Arnold Nadine Fähndrich              | Schweiz     | 8:50,1 min 8:51,5 min 9:19,1 min 9:14,3 min | 36:15.0 min |

Datum: 8. Februar 2015

## Nordische Kombination Junioren

### Gundersen (Normalschanze HS 100/10 km)
| Platz | Sportler              | Land        | Weite    | Punkte | Rückstand | Endzeit     |
| ----- | --------------------- | ----------- | -------- | ------ | --------- | ----------- |
| 1     | Jarl Magnus Riiber    | Norwegen    | 101,5 m  | 129,8  |           | 25:54,2 min |
| 2     | Paul Gerstgraser      | Österreich  | 94,0 m   | 114,4  | +1:02 min | 26:01,5 min |
| 3     | Jakob Lange           | Deutschland | 92,0 m   | 108,8  | +1:24 min | 26:01,8 min |
| 4     | Bernhard Flaschberger | Österreich  | 86,0 m   | 95,1   | +2:19 min | 26:20,3 min |
| 5     | Lars Buraas           | Norwegen    | 88,0 m   | 98,9   | +2:04 min | 26:35,6 min |
| 6     | Noa Ian Mraz          | Österreich  | 87,0 m   | 100,9  | +1:56 min | 26:39,1 min |
| 7     | Harald Johnas Riiber  | Norwegen    | 93,0 m   | 114,5  | +1:01 min | 26:45,6 min |
| 8     | Antoine Gérard        | Frankreich  | 91,0 m   | 102,9  | +1:48 min | 26:59,0 min |
| 9     | Paul Hanf             | Deutschland | 92,0 m   | 113,2  | +1:06 min | 27:02,2 min |
| 10    | Tomáš Portyk          | Tschechien  | 95,5 m   | 118,0  | +0:47 min | 27:07,3 min |
| ...   |                       |             |          |        |           |             |
| 13    | Thomas Jöbstl         | Österreich  | 87,5 min | 96,3   | +2:14 min | 27:49,0 min |
| 17    | Philip Mauersberger   | Deutschland | 86,5 min | 95,7   | +2:16 min | 28:02,9 min |
| 18    | Terence Weber         | Deutschland | 86,0 min | 96,6   | +2:13 min | 28:04,5 min |
| 23    | Jan Kirchhofer        | Schweiz     | 83,0 min | 90,6   | +2:37 min | 28:49,3 min |

Datum: 4. Februar 2015

### Gundersen (Normalschanze HS 100/5 km)
| Platz | Sportler              | Land        | Weite  | Punkte | Rückstand | Endzeit     |
| ----- | --------------------- | ----------- | ------ | ------ | --------- | ----------- |
| 1     | Jarl Magnus Riiber    | Norwegen    | 99,5 m | 124,7  |           | 12:21,8 min |
| 2     | Jakob Lange           | Deutschland | 90,0 m | 106,2  | +1:14 min | 13:09,2 min |
| 3     | Kristjan Ilves        | Estland     | 92,0 m | 112,4  | +0:49 min | 13:10,1 min |
| 4     | Tomáš Portyk          | Tschechien  | 93,0 m | 111,9  | +0:51 min | 13:10,3 min |
| 5     | Paul Gerstgraser      | Österreich  | 88,0 m | 100,2  | +1:38 min | 13:18,6 min |
| 6     | Harald Johnas Riiber  | Norwegen    | 90,5 m | 111,9  | +0:51 min | 13:22,2 min |
| 7     | Paul Hanf             | Deutschland | 87,0 m | 104,2  | +1:22 min | 13:24,5 min |
| 8     | Lars Buraas           | Norwegen    | 88,5 m | 97,1   | +1:50 min | 13:38,9 min |
| 9     | Marcus Torni          | Finnland    | 92,0 m | 104,8  | +1:20 min | 13:41,3 min |
| 10    | Bernhard Flaschberger | Österreich  | 83,0 m | 92,1   | +2:10 min | 13:45,5 min |
| 11    | Noa Ian Mraz          | Österreich  | 89,0 m | 103,1  | +1:26 min | 13:49,8 min |
| ...   |                       |             |        |        |           |             |
| 17    | Anton Schlütter       | Deutschland | 88,0 m | 102,0  | +1:31 min | 14:10,0 min |
| 21    | Philip Mauersberger   | Deutschland | 87,5 m | 93,0   | +2:07 min | 14:23,7 min |
| 22    | Philipp Kreuzer       | Österreich  | 88,5 m | 101,6  | +1:32 min | 14:23,8 min |
| 37    | Jan Kirchhofer        | Schweiz     | 78,5 m | 79,8   | +3:00 min | 15:43,0 min |

Datum: 6. Februar 2015

### Mannschaft (Normalschanze HS 100/4 × 5 km)
| Platz | Sportler                                                          | Land        | Einzelpunkte                | Punkte | Laufzeiten                                      | Endzeit     |
| ----- | ----------------------------------------------------------------- | ----------- | --------------------------- | ------ | ----------------------------------------------- | ----------- |
| 1     | Thomas Jöbstl Bernhard Flaschberger Noa Ian Mraz Paul Gerstgraser | Österreich  | 85,5 m 85,5 m 92,5 m 89,0 m | 406,6  | 12:11.9 min 11:37.6 min 12:01.6 min 12:20.3 min | 48:41.4 min |
| 2     | Philip Mauersberger Terence Weber Paul Hanf Jakob Lange           | Deutschland | 87,0 m 92,0 m 90,5 m 88,0 m | 423,9  | 12:23,2 min 12:27,7 min 11:57,7 min 12:06,8 min | 48:57.4 min |
| 3     | Simen Tiller Harald Johnas Riiber Jarl Magnus Riiber Lars Buraas  | Norwegen    | 84,5 m 96,0 m 95,0 m 82,5 m | 429,3  | 12:29,4 min 12:37,7 min 12:13,4 min 12:10,6 min | 49:31.1 min |
| 4     | Marcus Torni Leevi Mutru Eero Hirvonen Arttu Mäkiaho              | Finnland    | 85,5 m 86,5 m 95,5 m 81,5 m | 411,4  | 12:52,3 min 12:38,1 min 12:56,9 min 12:50,9 min | 51:42.2 min |
| 5     | Antoine Gérard Tom Balland Nicolas Didier Laurent Muhlethaler     | Frankreich  | 82,0 m 82,0 m 85,5 m 87,0 m | 374.9  | 12:33,0 min 12:46,8 min 13:11,2 min 13:42,5 min | 53:26.5 min |
| 6     | Yoshihiro Kimura Yuto Nakamura Hisaki Nagamine Ryōta Yamamoto     | Japan       | 85,5 m 91,0 m 92,0 m 93,0 m | 429,1  | 13:27,6 min 13:39,0 min 13:38,8 min 13:39,0 min | 54:24.4 min |

Datum: 7. Februar 2015

## Skispringen Junioren

### Normalschanze
| Platz | Sportler               | Land        | Weite 1 | Weite 2 | Punkte |
| ----- | ---------------------- | ----------- | ------- | ------- | ------ |
| 1     | Johann André Forfang   | Norwegen    | 101,5 m | 103,0 m | 269,9  |
| 2     | Andreas Wellinger      | Deutschland | 99,0 m  | 101,0 m | 269,4  |
| 3     | Phillip Sjøen          | Norwegen    | 99,5 m  | 99,5 m  | 266,0  |
| 4     | Yukiya Satō            | Japan       | 98,5 m  | 99,0 m  | 262,6  |
| 5     | Simon Greiderer        | Österreich  | 98,0 m  | 99,0 m  | 262,5  |
| 6     | Killian Peier          | Schweiz     | 97,0 m  | 98,5 m  | 257,2  |
| 7     | Joacim Ødegård Bjøreng | Norwegen    | 101,0 m | 96,0 m  | 256,8  |
| 8     | Viktor Polášek         | Tschechien  | 103,0 m | 99,5 m  | 256,1  |
| 9     | Elias Tollinger        | Österreich  | 98,0 m  | 96,5 m  | 255,1  |
| 10    | Przemysław Kantyka     | Polen       | 98,5 m  | 98,0 m  | 252,8  |
| ...   |                        |             |         |         |        |
| 13    | Sebastian Bradatsch    | Deutschland | 94,5 m  | 96,0 m  | 245,2  |
| 14    | Patrick Streitler      | Österreich  | 98,5 m  | 99,0 m  | 244,7  |
| 18    | Philipp Aschenwald     | Österreich  | 96,0 m  | 95,0 m  | 241,8  |
| 20    | Paul Winter            | Deutschland | 95,0 m  | 98,0 m  | 240,3  |
| 23    | Luca Egloff            | Schweiz     | 95,5 m  | 95,5 m  | 237,6  |
| 24    | Martin Hamann          | Deutschland | 97,0 m  | 95,5 m  | 236,2  |
| 33    | Andreas Schuler        | Schweiz     | 97,5 m  |         | 113,0  |
| 38    | Tobias Birchler        | Schweiz     | 93,0 m  |         | 111,2  |

Datum: 5. Februar 2015

### Mannschaftsspringen Normalschanze
| Platz | Sportler                                                                        | Land        | Weite 1                       | Weite 2                      | Punkte |
| ----- | ------------------------------------------------------------------------------- | ----------- | ----------------------------- | ---------------------------- | ------ |
| 1     | Joacim Ødegård Bjøreng Halvor Egner Granerud Phillip Sjøen Johann André Forfang | Norwegen    | 100,0 m 97,5 m 100,5 m 99,5 m | 96,5 m 100,0 m 95,5 m 99,5 m | 893,3  |
| 2     | Paul Winter Martin Hamann Sebastian Bradatsch Andreas Wellinger                 | Deutschland | 95,0 m 99,0 m 95,0 m 98,5 m   | 98,5 m 97,0 m 94,5 m 100,0 m | 869,6  |
| 3     | Elias Tollinger Patrick Streitler Philipp Aschenwald Simon Greiderer            | Österreich  | 98,0 m 95,0 m 96,0 m 91,5 m   | 95,5 m 95,5 m 93,0 m 95,0 m  | 837,4  |
| 4     | Krzysztof Leja Adam Ruda Andrzej Stękała Przemysław Kantyka                     | Polen       | 94,5 m 95,0 m 96,5 m 88,5 m   | 94,5 m 94,0 m 95,0 m 92,5 m  | 817,6  |
| 5     | Cene Prevc Domen Prevc Andraž Modic Anže Lanišek                                | Slowenien   | 96,5 m 96,5 m 89,5 m 95,0 m   | 95,5 m 96,0 m 89,5 m 95,5 m  | 815,3  |
| 6     | Yukiya Satō Ryōyū Kobayashi Rikuta Watanabe Masamitsu Itō                       | Japan       | 103,5 m 95,0 m 94,0 m 87,0 m  | 97,0 m 96,0 m 88,5 m 92,5 m  | 809,9  |
| 7     | Andreas Schuler Tobias Birchler Luca Egloff Killian Peier                       | Schweiz     | 96,5 m 92,5 m 94,0 m 89,5 m   | 91,0 m 92,5 m 93,5 m 97,5 m  | 800,7  |
| 8     | Andreas Alamommo Antti Aalto Eetu Nousiainen Juho Ojala                         | Finnland    | 94,0 m 95,5 m 88,0 m 92,5 m   | 93,5 m 92,5 m 87,5 m 94,0 m  | 769,5  |

Datum: 7. Februar 2015

## Skispringen Juniorinnen

### Normalschanze
| Platz | Sportler            | Land        | Weite 1 | Weite 2 | Punkte |
| ----- | ------------------- | ----------- | ------- | ------- | ------ |
| 1     | Sofja Tichonowa     | Russland    | 95,5 m  | 95,5 m  | 227,5  |
| 2     | Elisabeth Raudaschl | Österreich  | 93,5 m  | 93,0 m  | 221,7  |
| 3     | Chiara Hölzl        | Österreich  | 93,5 m  | 96,0 m  | 217,4  |
| 4     | Urša Bogataj        | Slowenien   | 94,0 m  | 93,5 m  | 217,2  |
| 5     | Anna Odine Strøm    | Norwegen    | 93,0 m  | 91,0 m  | 212,2  |
| 6     | Silje Opseth        | Norwegen    | 88,0 m  | 95,0 m  | 208,5  |
| 7     | Yūka Setō           | Japan       | 91,0 m  | 93,0 m  | 206,8  |
| 8     | Pauline Heßler      | Deutschland | 93,0 m  | 87,5 m  | 206,6  |
| 9     | Marija Jakowlewa    | Russland    | 89,5 m  | 91,0 m  | 205,9  |
| 10    | Gianina Ernst       | Deutschland | 87,5 m  | 93,5 m  | 204,4  |
| ...   |                     |             |         |         |        |
| 12    | Sonja Schoitsch     | Österreich  | 87,0 m  | 89,0 m  | 194,8  |
| 14    | Lisa Wiegele        | Österreich  | 86,0 m  | 87,0 m  | 191,6  |
| 15    | Henriette Kraus     | Deutschland | 87,0 m  | 86,0 m  | 189,8  |

Datum: 5. Februar 2015

### Mannschaftsspringen Normalschanze
| Platz | Sportler                                                            | Land | Weite 1                         | Weite 2                     | Punkte                        |
| ----- | ------------------------------------------------------------------- | ---- | ------------------------------- | --------------------------- | ----------------------------- |
| 1     | Henriette Kraus Pauline Heßler Anna Rupprecht Gianina Ernst         | GER  | 087,5 m 090,5 m 090,0 m 093,5 m | 88,0 m 95,0 m 92,5 m 92,0 m | 769,1 183,2 197,0 188,6 200,3 |
| 2     | Darja Gruschina Alexandra Kustowa Marija Jakowlewa Sofja Tichonowa  | RUS  | 087,5 m 084,0 m 089,0 m 096,5 m | 85,0 m 86,0 m 89,0 m 93,0 m | 723,2 165,9 163,1 182,6 211,6 |
| 3     | Nozomi Maruyama Yurina Yamada Shihori Ōi Yūka Setō                  | JPN  | 085,0 m 087,0 m 082,5 m 093,5 m | 88,0 m 83,0 m 93,0 m        | 696,9 173,6 174,0 155,2 194,1 |
| 4     | Elisabeth Raudaschl Julia Huber Sonja Schoitsch Chiara Hölzl        | AUT  | 090,5 m 079,0 m 085,5 m 096,5 m | 89,5 m 83,5 m 90,5 m        | 675,3 190,9 142,3 157,3 184,8 |
| 5     | Urša Bogataj Anita Seretinek Anja Javoršek Julija Sršen             | SLO  | 086,0 m 079,5 m 080,0 m 095,5 m | 84,5 m 78,5 m 78,0 m 87,0 m | 631,8 166,9 135,3 130,8 198,8 |
| 6     | Jana Mrákotová Karolína Indráčková Zdeňka Pešatová Barbora Blažková | CZE  | 081,5 m 071,0 m 083,5 m 084,0 m | 80,5 m 72,0 m 80,0 m 83,5 m | 524,9 139,6 102,0 147,8 135,5 |

Datum: 7. Februar 2015

## Medaillenspiegel U23
| Platz  | Land        |   |   |   |    |
| ------ | ----------- | - | - | - | -- |
| 1      | Norwegen    | 3 | 4 | 0 | 7  |
| 2      | Italien     | 1 | 0 | 2 | 3  |
| 3      | Schweiz     | 1 | 0 | 1 | 2  |
| 4      | Deutschland | 1 | 0 | 0 | 1  |
| 5      | Russland    | 0 | 1 | 2 | 3  |
| 6      | Frankreich  | 0 | 1 | 1 | 2  |
| Gesamt | Gesamt      | 6 | 6 | 6 | 18 |

## Medaillenspiegel Junioren
| Platz  | Land        |    |    |    |    |
| ------ | ----------- | -- | -- | -- | -- |
| 1      | Norwegen    | 7  | 0  | 4  | 11 |
| 2      | Russland    | 4  | 7  | 4  | 15 |
| 3      | Deutschland | 3  | 5  | 2  | 10 |
| 4      | Österreich  | 1  | 2  | 2  | 5  |
| 5      | Frankreich  | 0  | 1  | 0  | 1  |
| 6      | Japan       | 0  | 0  | 1  | 1  |
| 6      | Estland     | 0  | 0  | 1  | 1  |
| 6      | Schweden    | 0  | 0  | 1  | 1  |
| Gesamt | Gesamt      | 15 | 15 | 15 | 45 |